# Stazione di Carbonia Serbariu
La stazione di Carbonia Serbariu, nota anche come Centro intermodale di Carbonia, è una stazione ferroviaria e per autolinee attiva nella città di Carbonia, capolinea della ferrovia per Villamassargia.
Progettata e realizzata tra la seconda metà degli anni 2000 e l'inizio degli anni 2010 col fine di favorire l'interscambio gomma-ferro e per avvicinare il terminal ferroviario al centro della città sulcitana, la stazione è stata inaugurata il 23 luglio del 2011. Il gestore dell'infrastruttura ferroviaria dell'impianto è RFI.

## Storia

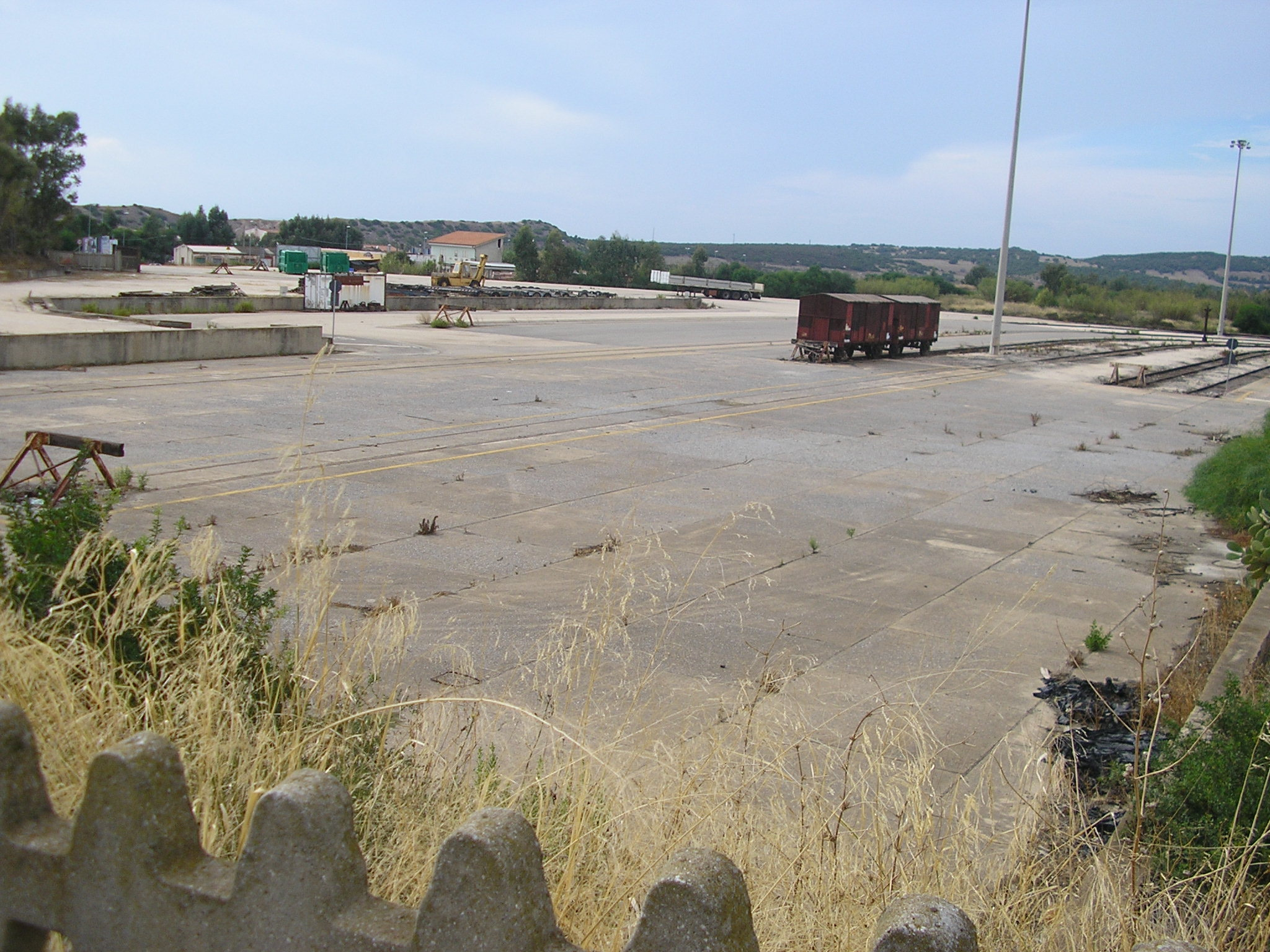
L'area dove fu poi edificata la stazione era adibita sino al 2007 a terminal merci

Dal 1956, anno di apertura della ferrovia Villamassargia-Carbonia, sino al 2011, i treni a scartamento ordinario del gruppo FS da e per Carbonia si sono sempre attestati nella stazione di Carbonia Stato, situata nella periferia nord ovest della città. Nei primi anni duemila, forte di un finanziamento della Regione Autonoma della Sardegna con fondi CIPE, il Comune di Carbonia ha dato il via alla progettazione di una nuova struttura di tipo intermodale, dove attestare i treni e creare il capolinea delle autolinee urbane ed extraurbane, favorendo l'interscambio tra i due vettori. La sede scelta per la realizzazione fu quella dell'estremità ovest della via Roma, all'altezza dell'incrocio con la via Costituente, nell'area del terminal merci sud della stazione di Carbonia Stato, distante circa 700 metri dal fabbricato viaggiatori della stazione, a breve distanza inoltre dal locale deposito degli autobus delle allora Ferrovie Meridionali Sarde (dal 2008 confluite nell'ARST), il gestore delle autolinee nel territorio. La realizzazione dell'opera comportò una deviazione al tracciato della stessa via Roma, disassata verso sud per congiungersi con l'Asse Passante Ovest realizzato in quegli stessi anni, comportando la modifica della viabilità di uno dei principali accessi alla città dalla Strada Statale 126. Idea ispiratrice della costruzione quella di una piazza alla nuova estremità di via Roma (dal giugno 2013 intitolata all'ex sindaco carboniense Pietro Cocco), che facesse da contraltare a quella principale della città (piazza Roma), situata all'altro capo della stessa via.

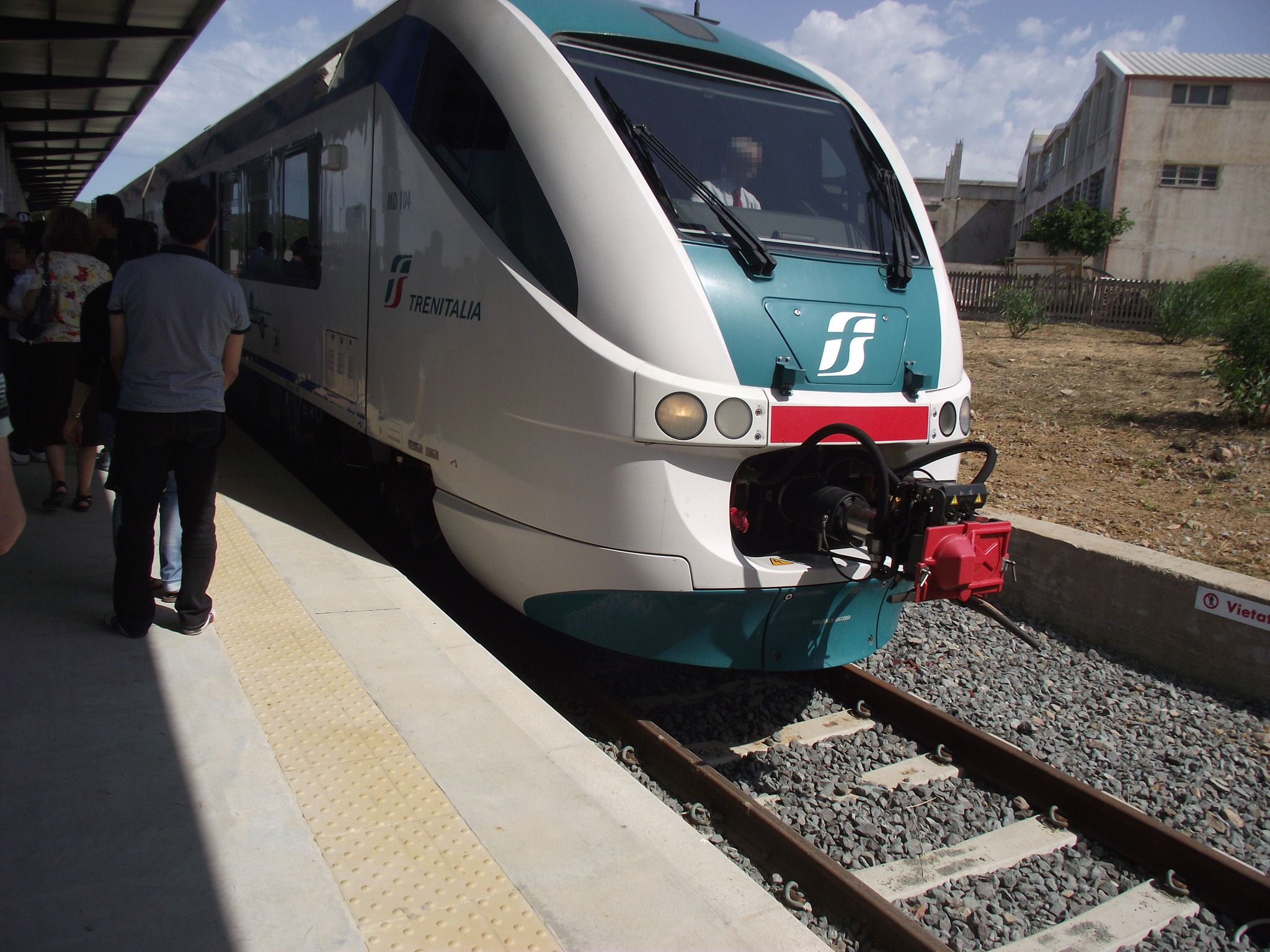
Il Minuetto MD 104 che ha inaugurato l'impianto, la mattina del 23 luglio 2011

I lavori hanno avuto simbolicamente inizio a fine ottobre 2007 con la posa della prima pietra, per poi iniziare effettivamente a febbraio 2008. Autori del progetto l'architetto svizzero Willi Hüsler dello studio IBV Hüsler di Zurigo, il collega e connazionale Luigi Snozzi e Antonello Sanna della facoltà di Architettura dell'Università di Cagliari. La fase di costruzione, dal costo preventivato di 8800000 € (salito poi a oltre 10 milioni in corso di realizzazione), ha avuto termine nel 2011. La struttura, identificata dal nome Carbonia Serbariu per la vicinanza all'omonima ex miniera carbonifera (simbolo della città sulcitana), è stata infine inaugurata il 23 luglio 2011. Da allora l'impianto serve la città per quanto concerne il servizio di trasporto pubblico su rotaia e su gomma.

## Strutture e impianti

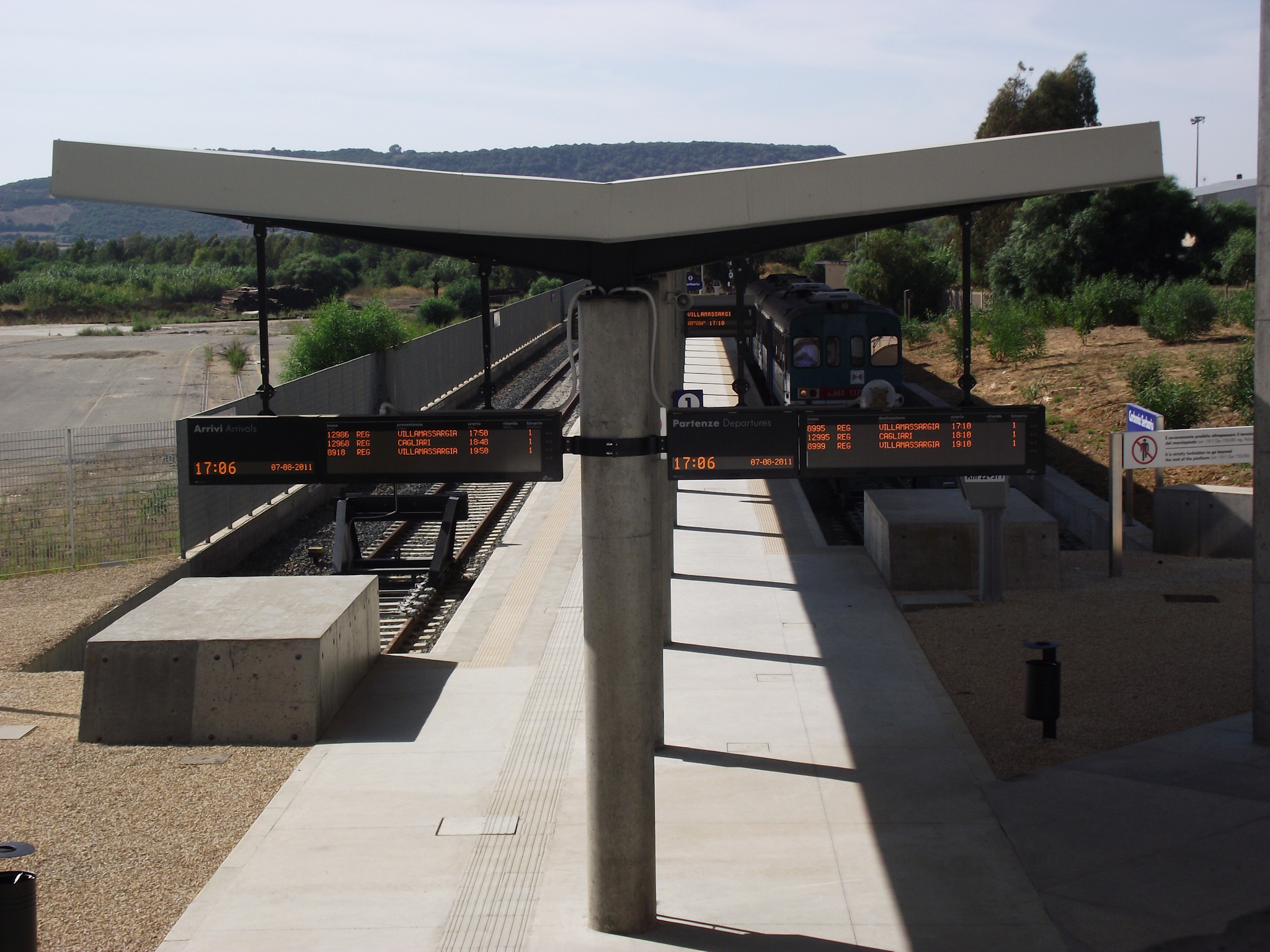
I due binari dell'impianto, dotati di banchina e pensilina comune

Il centro intermodale di Carbonia Serbariu si presenta come una costruzione su due quote, di cui una posta a livello stradale, che comprende principalmente il terminal delle autolinee e le strutture ad esso collegate (12 stalli di sosta per gli autobus, sala d'attesa dedicata, servizi igienici oltre a due locali commerciali). Alla stessa quota si trova il parcheggio della stazione esteso sulla superficie di un ettaro e dalla capienza di circa 200 posti auto, dimensionato in modo da risolvere una delle criticità dell'impianto di Carbonia Stato legata proprio alla scarsità dei parcheggi. A una quota più bassa si trova invece il terminal ferroviario vero e proprio, accessibile tramite scale e rampe d'accesso per disabili.
Il terminal ferroviario del centro intermodale di Carbonia Serbariu è strutturato come scalo di testa, ed è dotato di due binari tronchi, separati da una banchina centrale dotata di pensilina. Lo scalo viene utilizzato esclusivamente per il servizio passeggeri, mentre per le altre finalità di servizio (come il ricovero dei rotabili) vengono utilizzate le strutture preesistenti dello scalo di Carbonia Stato.

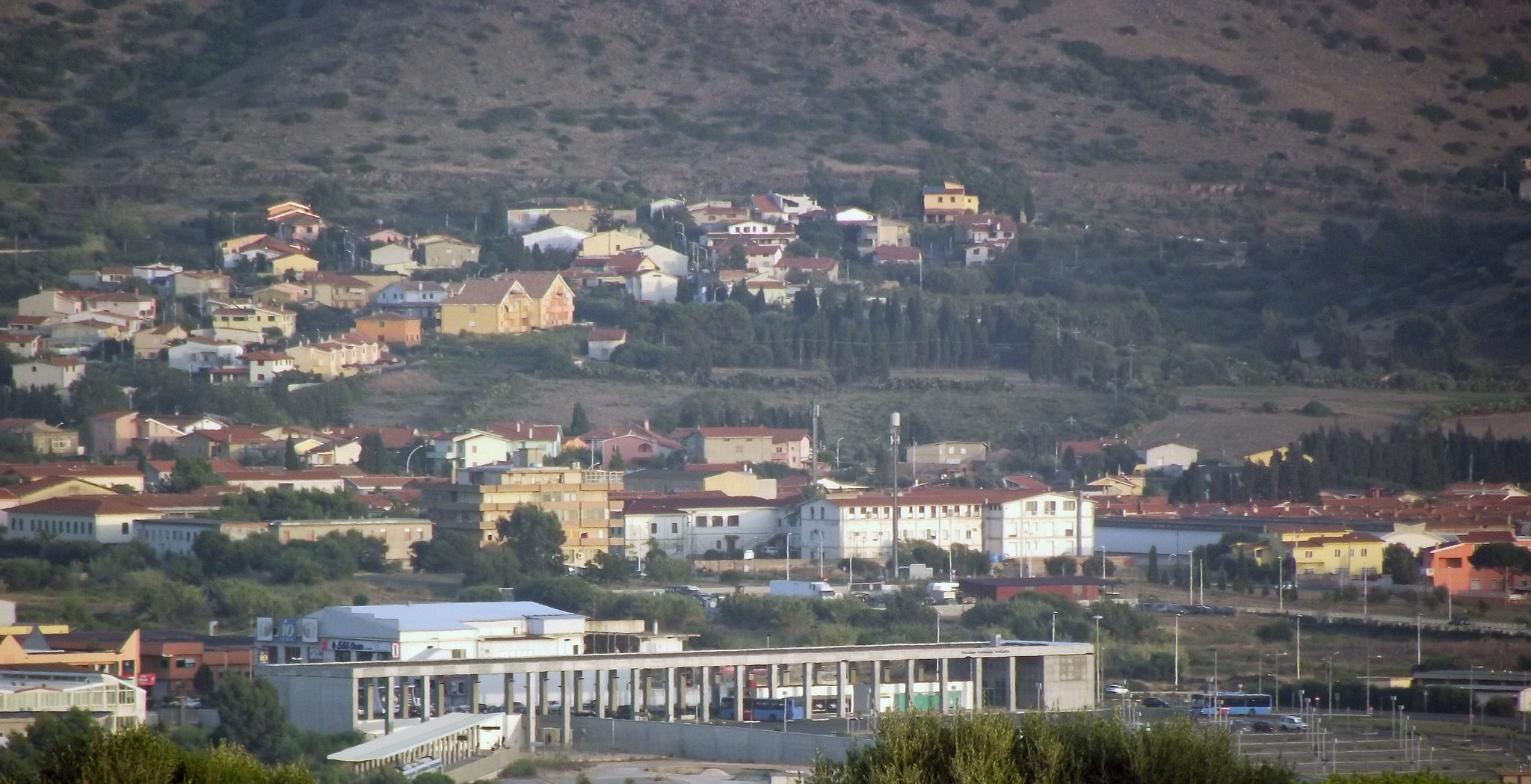
Lo scalo visto da monte Sirai

Lo scalo è impresenziato per quanto concerne l'attività ferroviaria. La gestione del movimento, compreso quello tra le due stazioni carboniensi, avviene in remoto da parte del DCO di Cagliari, che si avvale della collaborazione del personale in servizio a Carbonia Stato nel caso quest'ultima sia presenziata.

### Architettura
Il fabbricato viaggiatori di Carbonia Serbariu dal punto di vista architettonico si caratterizza per un porticato con due file di colonne centrali più due piloni laterali alle estremità della struttura. Il materiale utilizzato è il cemento armato.

## Movimento

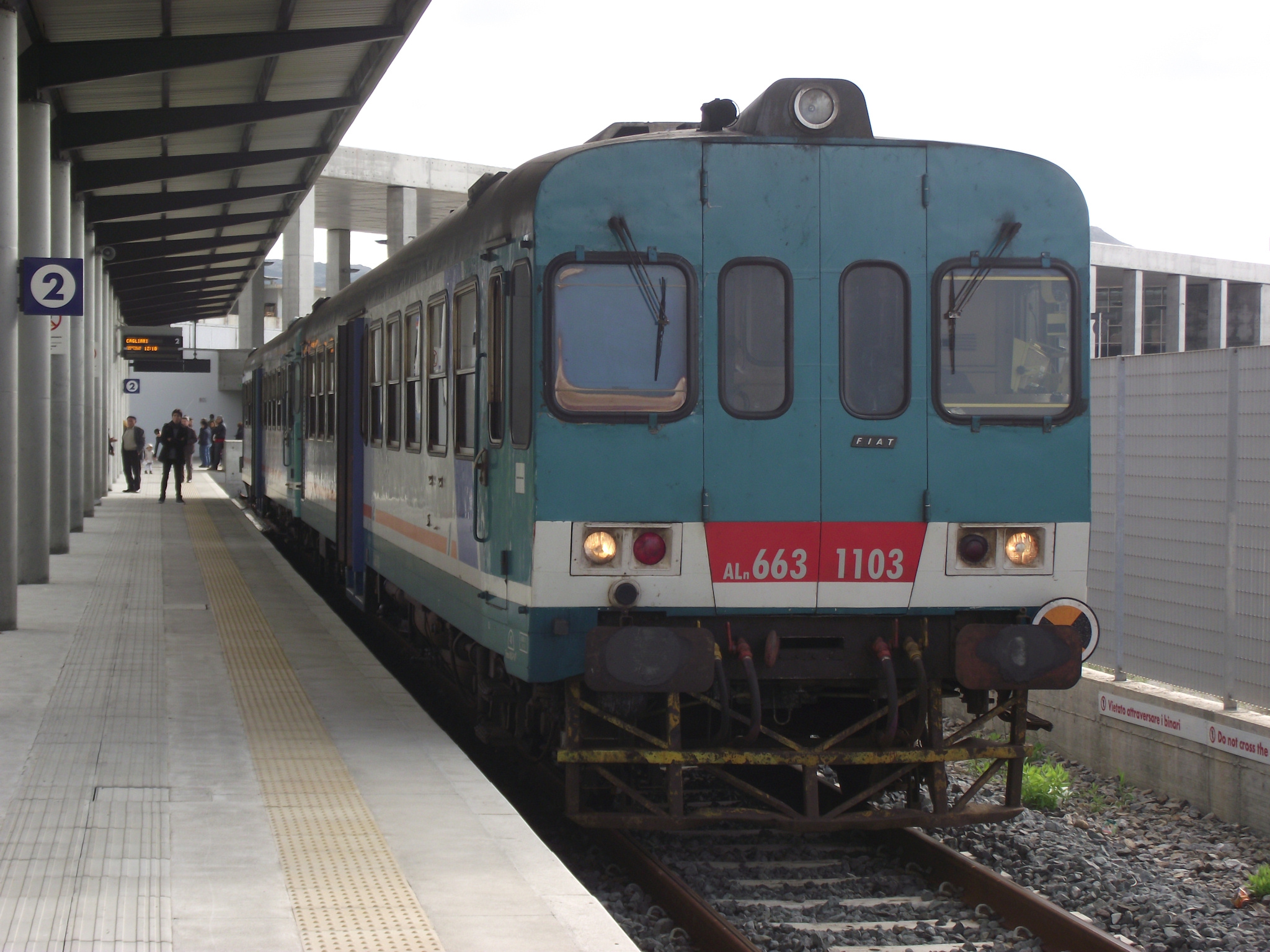
Automotrice ALn663 in testa ad un convoglio di Trenitalia nel binario 2 della stazione

L'impianto è interessato al traffico passeggeri della ferrovia Villamassargia-Carbonia. L'orario adottato nelle relazioni con Villamassargia e Cagliari è cadenzato, e prevede nei giorni feriali un treno ogni ora in partenza dalla stazione di Carbonia Serbariu verso Villamassargia e un treno ogni ora in partenza da Cagliari verso Carbonia e Iglesias, con inserimenti di ulteriori relazioni nelle fasce di maggior affluenza. La stazione è collegata nei giorni feriali da 10 corse per Villamassargia e 9 in senso opposto (in entrambi i casi poste in coincidenza con i collegamenti tra Iglesias e Cagliari) e da 8 coppie di corse dirette per Cagliari.

## Servizi
La stazione è strutturata per garantire l'accessibilità alle persone portatrici di disabilità motorie o visive, ed è dotata di un impianto di videosorveglianza sia per l'area passeggeri ferroviaria che per quella delle autolinee. Presenti nell'impianto due biglietterie automatiche (una per piano) di Trenitalia (più una dell'ARST per le autolinee), due sale d'attesa (una per piano), servizi igienici ed un bar all'interno della sala d'attesa del terminal ferroviario. Dal punto di vista commerciale la stazione è classificata da RFI in categoria "silver".
- Biglietteria automatica
- Sala d'attesa
- Servizi igienici
- Bar

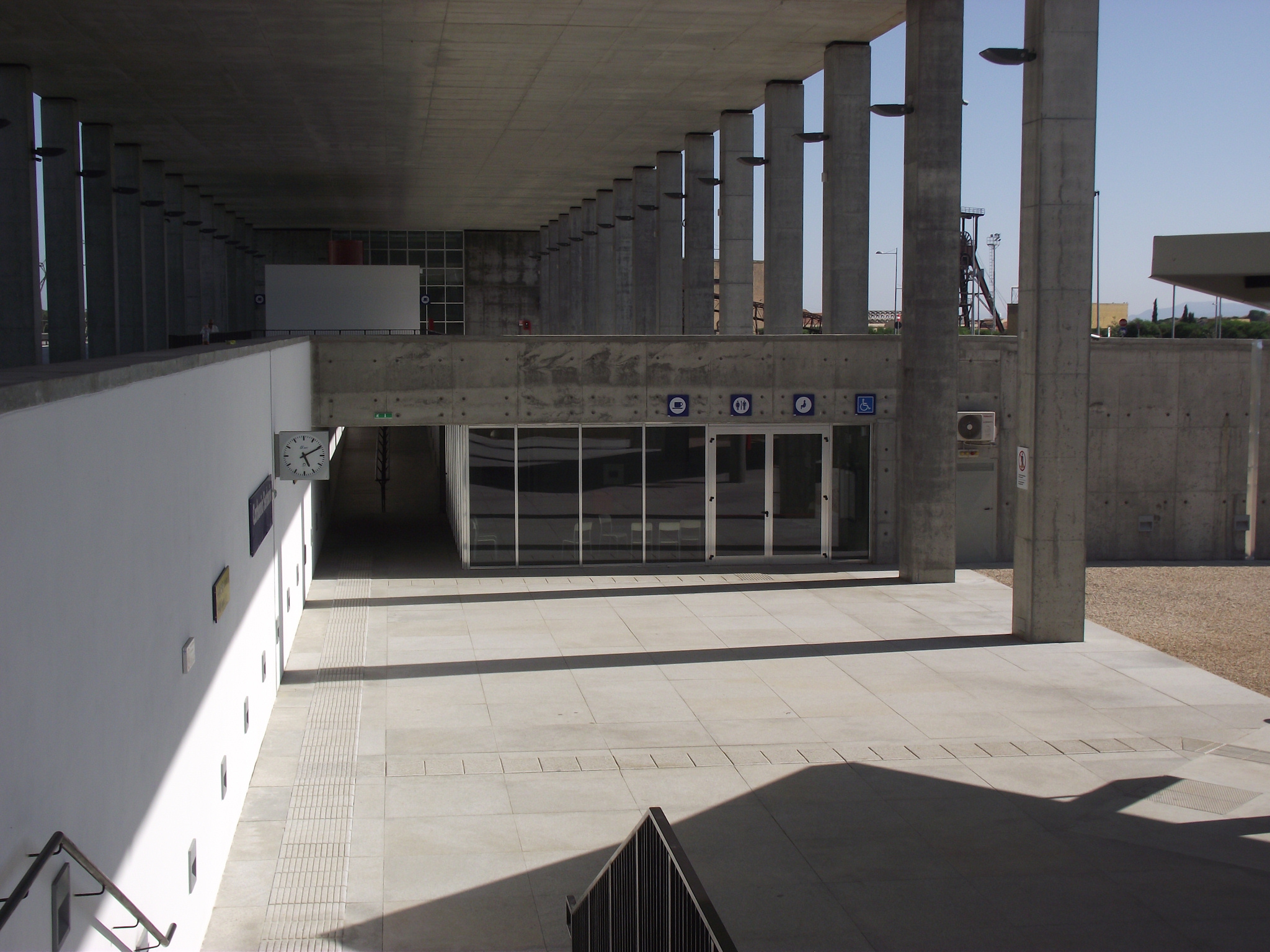
L'area passeggeri del piano ferroviario, con sala d'attesa, biglietteria automatica e servizi igienici. Alla sua sinistra la rampa d'accesso ai binari per i portatori d'handicap
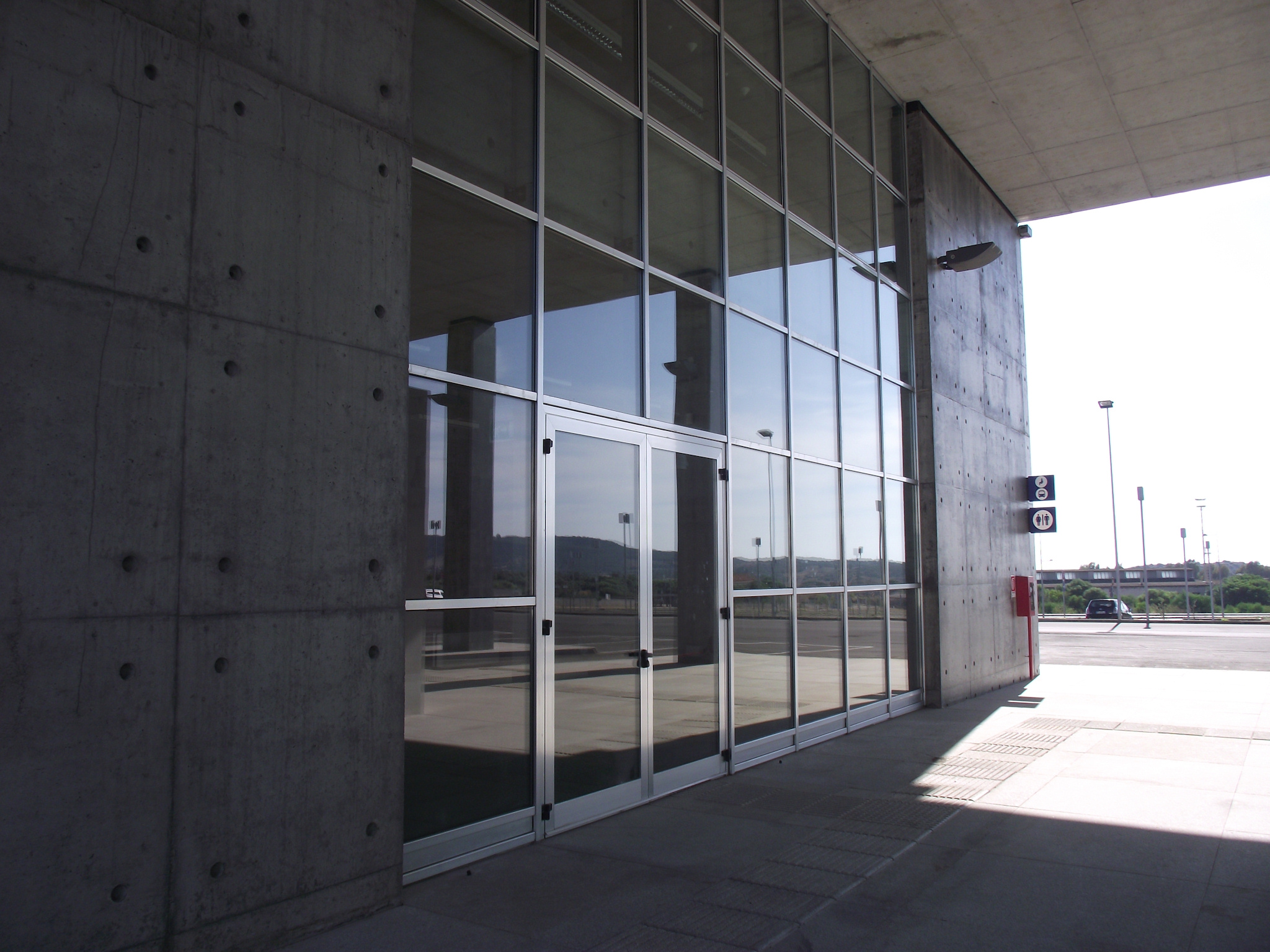
I locali che ospitano i servizi e la sala d'attesa per i passeggeri delle autolinee si trovano all'interno di uno dei pilastri laterali del porticato, disposti su due piani, di cui uno sopraelevato

## Interscambi

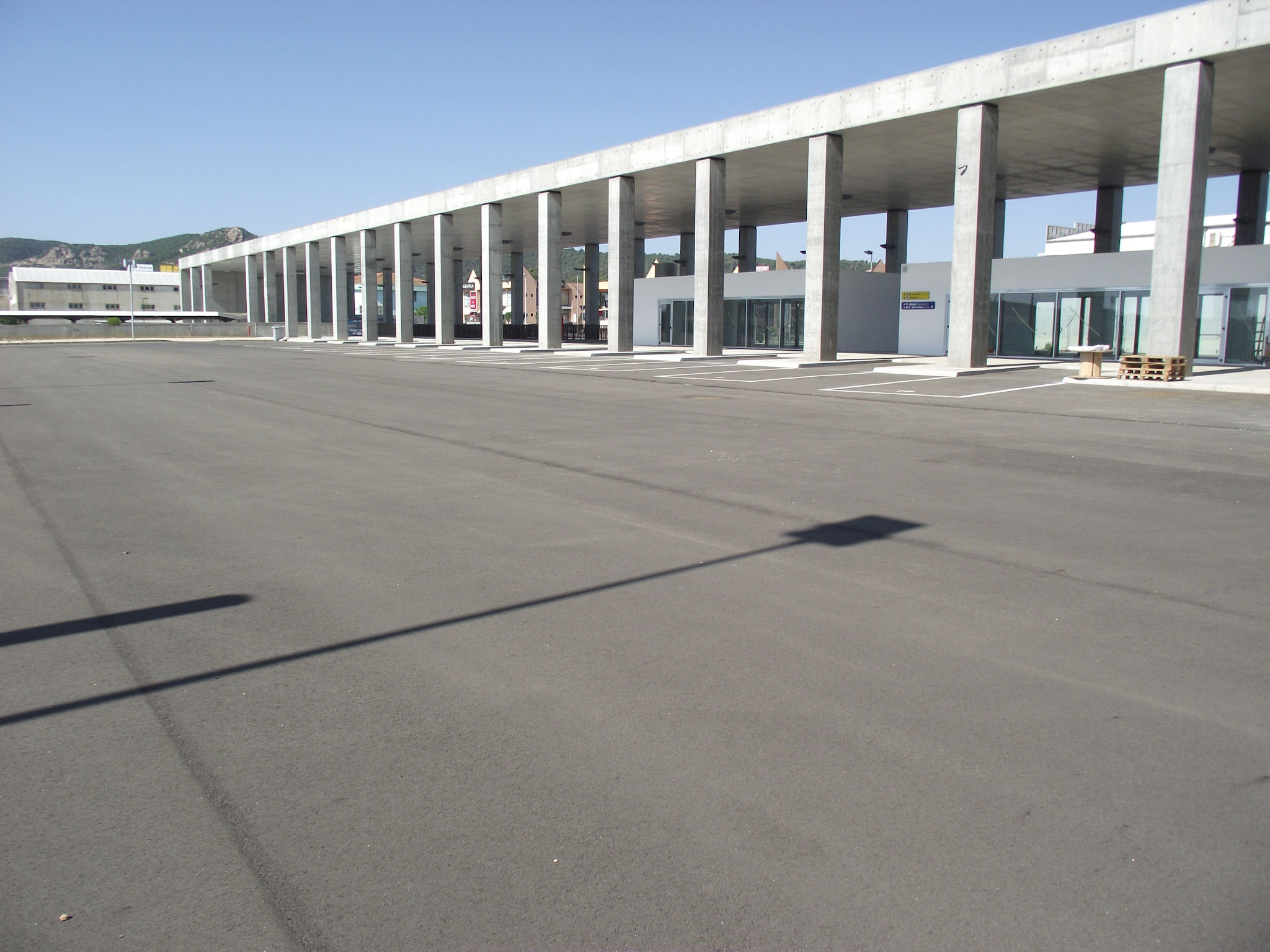
Il terminal per gli autobus, dotato di 12 stalli

La natura di centro intermodale fa sì che la stazione di Carbonia Serbariu nasca col fine di favorire l'interscambio ferro-gomma per quanto concerne i passeggeri, per questo le autolinee dell'ARST che collegano Carbonia col territorio circostante effettuano sosta negli stalli di questa struttura. In tal senso esiste inoltre un'intesa tra ARST e Direzione Regionale Sardegna di Trenitalia per garantire le coincidenze tra i due vettori. La stazione ospita anche una fermata delle linee A e B del servizio di autolinee urbano di Carbonia, sempre espletato dall'ARST.
- Fermata autobus
- Stazione taxi